# Phthanotrochus
Phthanotrochus ist die einzige Gattung in der Familie der Phthanotrochidae, einer Gruppe schalentragender, meeresbewohnender Protisten aus der Gruppe der Foraminiferen.

## Merkmale und Lebensweise
Die kleinen, üblicherweise 100 bis 120 Mikrometer im Durchmesser messenden Gehäuse sind im frühen Stadium einkammerig, später können sie bilokulinar sein, das heißt, die Medianebene der Kammer ist jeweils in 180°-Winkeln zueinander versetzt. Die Wandung ist proteinbasiert, häutig, farblos und durchscheinend, Mineralpartikel fehlen.
Die erste Kammer ist rundlich bis eiförmig, die Apertur endständig. Die erste Apertur hat einen hervorstehenden Stomostyl und einen Kranz, spätere Kammern weisen mehrere Aperturen auf, die dann als unauffällige röhrenförmige Öffnung ausgebildet sind.
Die Scheinfüsschen sind körnig, fadenförmig und netzartig verzweigt, das Protoplasma ist mehrkernig, die Zellkerne haben einen Durchmesser von rund 6 Mikrometer.
Die Tiere wurden tief unter Ansammlungen von Debris im Gezeitenbereich der kalifornischen Monterey Bay aufgesammelt. Bereits einkammerige Individuen können zahlreiche amöboide Gameten freisetzen und sich so sexuell vermehren.

## Systematik
Gattung wie Familie wurden 1978 anhand der Typusart Phthanotrochus arcanus erstbeschrieben. Fossile Funde liegen nicht vor.

## Nachweise
- Alfred R. Loeblich, Jr., Helen Tappan: Foraminiferal genera and their classification, E-Book des Geological Survey Of Iran, 2005, Online